# يقطوم أرجواني
يقطوم أرجواني (الاسم العلمي: Telephium purpureum) هي نوع نباتي يتبع جنس اليقطوم من فصيلة القرنفلية.